# 火燈
火燈是嘉義縣布袋鎮過溝庄過溝建德宮火燈夜巡中用來照明遶境道路的重要器具。清領時期尚未有電燈時，火燈是當地照明的工具之一。每年農曆六月底的最後三個晚上，過溝庄居民，不分男女老幼，會手持以竹子、玻璃瓶及泥土製成的火燈，隨神明出巡，沿街遶庄，以祈求在鬼月期間平安無事。
火燈除了照明路線外，「火」在宗教上也有「潔淨」的象徵意涵。後期，廟方將火燈發展為法器，進一步增添了王爺遶境的聲勢。此外，火燈還是一項藝術品，庄民融入創意，將現代元素加入火燈設計中，賦予它新的生命。火燈的製作方式從古延續至今，成為遶境中的亮點，象徵著生生不息和薪火相傳的精神。

## 歷史及沿革
火把在過去是夜間行路時的照明器具，由棍棒一端纏布並浸焦油後點燃。在「火燈夜巡」中使用的火燈，則是早期火把的變體，做法略有不同。清領時期主要使用番仔油（煤油）燈作為夜間照明工具。進入二十一世紀後，為了方便活動，將番仔油燈置於竹子內製成火燈，以便於祭儀活動進行。
早年，火燈由各庄民在家中自製，廟方只提供煤油。庄民會到村莊周圍的竹林砍竹子，或使用壞掉的竹掃把，再到磚窯廠、水池或田邊等地取土，並準備酒瓶、牛奶瓶等容器盛裝煤油，製作火燈。建德宮則負責提供火燈所需的煤油。
自1970年代起，布袋鎮的人口數量持續下滑，除了生育率下降外，人口外移是主要原因，同時老年人口的數量與比例也逐年增加。到1990年代末，過溝庄內能參與夜間祈安遶境的青壯年男性逐漸減少，攑火燈的人數隨之減少。由於火燈需要自製，這也降低了人們的參與意願，對祭儀的持續執行帶來了挑戰。
2000年，廟方採取發放露營火把的策略，以提高參與意願。露營火把的使用確實使當時遶境的火燈數量增加。然而，燃燒時蠟油滴落會燙手，加上青壯年信眾的流失與庄內人口老化問題仍未解決。2003年，過溝建德宮第11屆董事會將「夜間祈安遶境」從三天縮減為一天，以緩解人力不足的問題，但此舉引發部分信徒不滿，角頭宮壇便自行籌辦前兩天的活動，最後一天則由主廟舉辦，仍維持了三天的遶境。直到2006年，遶境再度恢復為三天。 
2007年，第12屆董監事上任後，為解決攑火燈人數減少的問題，提出將火燈材料由廟方提供，甚至由廟方預先製作的方式，以期提高庄民的參與意願。然而，庄內居民對廟方出資製作火燈並不認同，於是國家資源（社造補助）介入，成為解決之道，也促成了火燈文化祭的開端。獲得補助後，火燈材料問題得到解決，但尋找製作和攑火燈的人仍面臨困難。即使廟方廣播呼籲庄民共同製作火燈，回應依然有限，庄民正觀望著新任董監事會如何增加「攑火燈」的人數。
為激起庄民討論，廟方借鑒南投配天宮的夜間遶境火把，並於當年農曆6月14日取火回庄，在6月28日的首屆火燈文化祭中使用。南投配天宮的火把與過溝建德宮的火燈有所不同：前者的油槽直接採用竹子第一節的竹筒，而後者則將竹子剖開，放入瓶子作為油槽。正如預期，庄民對此「異樣火把」表示不滿，但廟方正是藉此喚起庄民對火燈傳統的記憶。部分庄民因此參與並教導火燈的製作，後來自動自發參與廟方的火燈製作工作，讓火燈這項傳統工藝延續至今。
隨著科技進步與時代變遷，火燈的材料取得變得更為容易，製作方式也增添了不少創意，火燈不再僅是照明的工具與驅邪的法器，而成為兼具美感的藝術品。例如，過溝南海仁德堂在火燈上裝飾了LED燈，並在泥土外層覆蓋鋁箔紙。傳統火燈並無鋁箔紙，鋁箔紙的加入是為了防止泥土脫落，並增添防火功能。

## 製作材料及過程
製作火燈所需要的材料有：
青竹、玻璃瓶、鐵絲、煤油、金紙、棉線、瓶蓋及泥土。
火燈製作過程可分為以下步驟：
1. 剖竹：取青竹橫向切成可供拿取的竹竿，將裁好的竹竿在上端劈出四至五刀，使開口剛好能容納一個瓶身的大小。
2. 組裝：在破口處塞入耐火、不易破的小型玻璃瓶，並用鐵絲將其固定在竹竿上頭。
3. 添煤油：在瓶內倒入煤油。
4. 燈芯製作：先將棉線旋轉成條狀，再用金紙將其包裹捲起，最後綑上結。
5. 塗泥封口：將玻璃瓶蓋上瓶蓋，然後將泥土與水調和成泥漿，塗抹在瓶蓋至瓶身的上半部，形成保護層，僅露出燈芯。
6. 貼符：在竹身貼上黃色符令[10][11][12]。